# Brandschutzstreifen

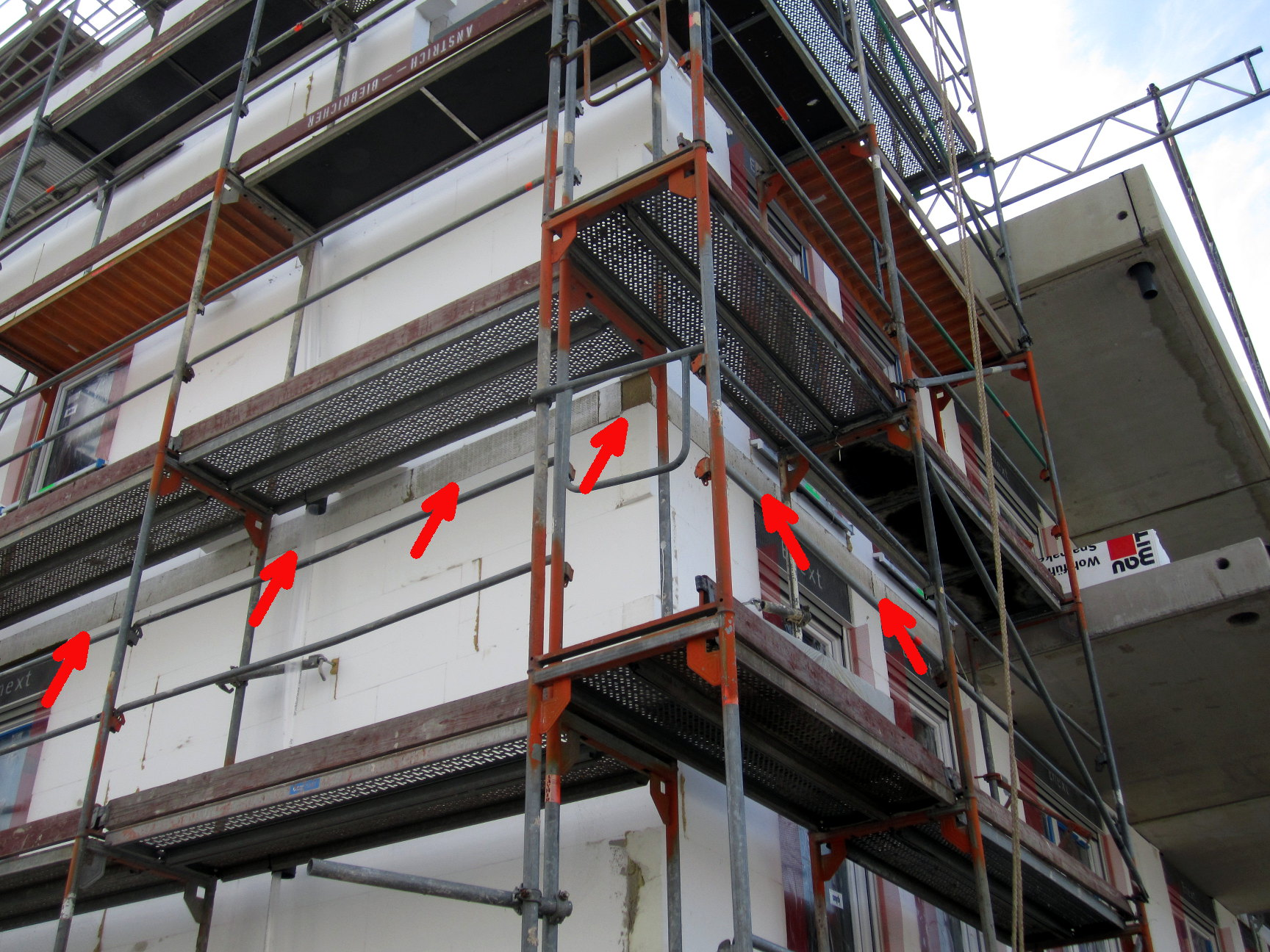
Brandschutzstreifen aus Mineralwolle gegen die Brandausbreitung in einer Polystyrol-Wärmedämmung

Als Brandschutzstreifen bezeichnet man eine Maßnahme, durch die eine Brandweiterleitung über die Fassade wirksam eingeschränkt wird. Bei einer Wärmedämmverbundsystem-Fassade werden meist die Begriffe Brandschutzschott oder Brand(schutz)riegel verwendet. Bei einer vorgehängten hinterlüfteten Fassade spricht man in der Regel von Brandsperre.

## Schutzziel
Der Vollbrand eines Raumes und der daraus resultierende Fensterausbrand haben zur Folge, dass das unmittelbar darüber liegende Geschoß vollständig im Flammenbereich liegt, unabhängig von evtl. brennbaren Fassadenteilen. Selbst durch den Brandschutzstreifen kann es nicht geschützt werden. Auch das übernächste Geschoß wird durch die Flammenspitzen noch thermisch angegriffen. Daraus ergibt sich, dass das zu schützende Geschoß das zweite über dem primären Brandherd befindliche ist. Der Brandschutzstreifen hat daher eine Brandweiterleitung über die Fassade bis zu diesem Geschoß wirksam einzuschränken.

## Detail
Bei Wärmedämmverbundsystem-Fassaden können entweder Brandriegel über den Fensterstürzen oder komplett um ein Stockwerk herum verlaufende Brandriegel ausgeführt werden. Die Brandriegel sind meist aus Mineralwolle, es gibt aber auch welche aus anderen Materialien, z. B. Polyurethan.
Bei vorgehängten hinterlüfteten Fassaden werden Brandsperren eingesetzt, die den freien Querschnitt des Hinterlüftungsraumes unterbrechen oder partiell reduzieren. Als wirksame Brandsperre gilt beispielsweise ein an der Außenwand befestigtes durchgehendes Profil aus Stahlblech (Mindestdicke 1 mm), das mindestens 20 cm aus der Fassade auskragt.